# Гядри, Джовалин
Джовалин Гядри (алб. Gjovalin Gjadri; 2 июля 1899, Шкодер — 13 марта 1974, Тирана) — албанский инженер-мостостроитель, конструктор, профессор, видный специалист в области проектирования и строительства мостов.

## Биография

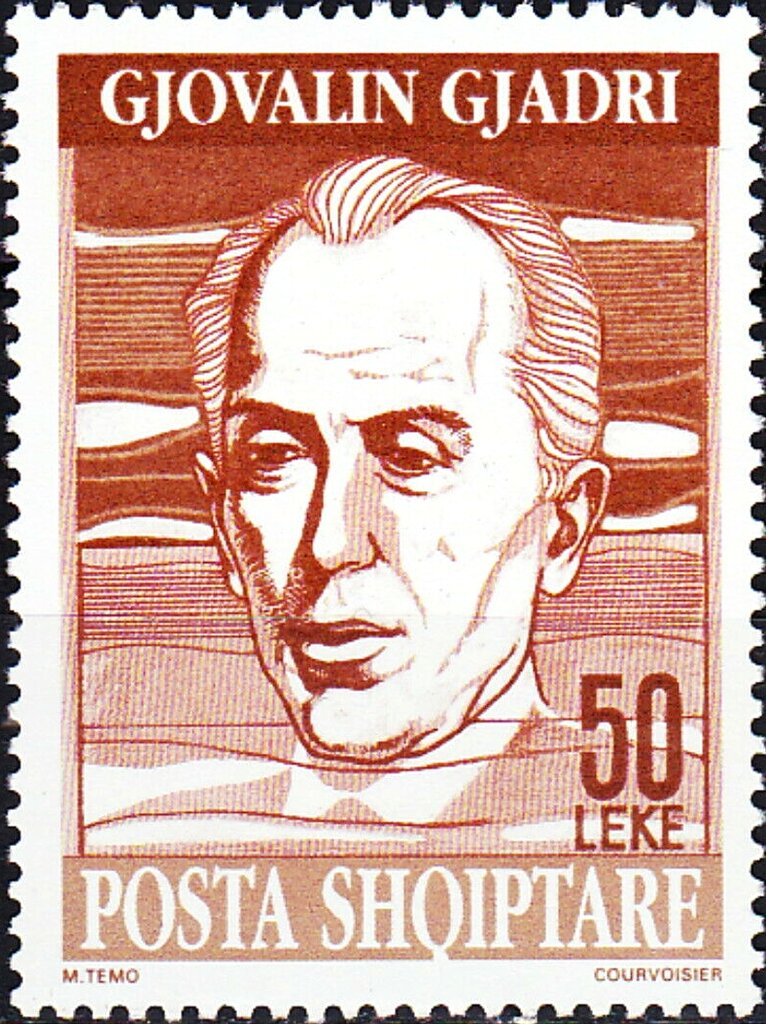
Почтовая марка Албании, посвящённая Д. Гядри

Родился в простой семье. Получил среднее и высшее образование в Вене, благодаря стипендии, которая австро-венгерская оккупационная администрация предоставила албанцам.
После завершения учёбы вернулся на родину в 1926/1927 годах, где участвовал в реализации строительства известного в мире арочного моста на реке Мати, который в 1999 году был объявлен правительством Албании памятником национальной культуры.
В 1927—1931 годах жил в Москве, где работал в Мостовом проектном институте «Бюро Мостострой» в СССР. Из-за болезни лёгких в 1932 году вернулся в Албанию, продолжил проектирование мостов, и, в частности, вскоре после его возвращения построил мост Гомсике. После итальянской оккупации в правительства Ш. Верладжи занимал должность директора Технического контроля.
После Второй мировой войны участвовал в реконструкции и проектировании некоторых основных мостов Албании.
Автор проектов арочного моста на реке Мати, Пренкова, Мбростар, Ррогожина, моста на бульваре Дешморет-э-Комбит над рекой в Тиране.
Автор трехтомной монографии «Строительная наука», трудов «Исследования состояния мостов в Албании» и др.